# اتحادیه بین‌المللی پیکار خلق‌ها
اتحادیهٔ بین‌المللی پیکار خلق‌ها (به انگلیسی: International League of Peoples' Struggle (ILPS)) سازمانی بین‌المللی است که هماهنگی جنبش‌های دموکراتیک و ضد امپریالیستی را در سراسر جهان دنبال می‌کند. خوزه ماریا سیسون رهبر بنیانگذار حزب کمونیست فیلیپین در سال ۲۰۰۱ اتحادیهٔ بین‌المللی پیکار خلق‌ها را بنیانگذاری کرد.

## تاریخچه
اتحادیهٔ بین‌المللی پیکار خلق‌ها در ماه مه ۲۰۰۱ در زوتفن هلند و در موقعیت اولین گردهمایی بین‌المللی تأسیس شد که مشارکت‌کنندگانی به نمایندگی از سازمان‌های توده‌ای از ۴۰ کشور در آن حضور داشتند:
- آرژانیتن
- آلمان
- اتریش
- اسپانیا
- استرالیا
- اسکاتلند
- افغانستان
- اکوادور
- اندونزی
- انگلستان
- ایالات متحده آمریکا
- ایتالیا
- ایران
- برزیل
- برمه
- بلژیک
- بنگلادش
- بنین
- پاکستان
- پرو
- تایلند
- ترکیه
- جمهوری دومینیکن
- ژاپن
- سوئیس
- فرانسه
- فیلیپین
- کانادا
- کره جنوبی
- کنگو
- لوکزامبورگ
- مالزی
- مکزیک
- نپال
- نروژ
- نیجریه
- نیوزیلند
- هلند
- هند
- یونان

اتحادیه بین‌المللی پیکار خلق‌ها از زمان تأسیس خود دارای ۶ گردهمایی بین‌المللی بوده‌است. آخرین گردهمایی نیز طی روزهای ۲۳ تا ۲۶ ژوئن ۲۰۱۹ در هنگ کنگ برگزار شد.